# Krujë
Krujë (albánsky: Krujë nebo Kruja, řecky: Κρόια Kroia, italsky: Croia, turecky: Akçahisar) je hlavní město okresu Krujë v Albánii. Žije zde kolem 20 000 obyvatel. Jedná se o historicky významné město, odkazující na klíčové epizody albánských dějin se zachovaným centrem a pevností. Je turisticky navštěvované.

## Název
Název města pochází z albánského slova pro pramen, krua. Stejně je pojmenována i nedaleká hora s výškou 1100 m n. m. Poprvé se objevil v 7. století, byl odsud přejat do latiny a řečtiny. Turecký název města (Akçahisar) odkazuje na místní pevnost a znamená bílá pevnost.

## Geografie
Město se rozkládá na západním svahu hory v nadmořské výšce od 350 m n. m. až po 700 m. n. Západně od něj krajina přechází v rovinaté pole (Fushë-Krujë) s městem, které se rozvinulo na křižovatce hlavního tahu Tirana–Skadar se silnicí směrem do Kruji. Západně od města se nachází rozsáhlé povrchové doly.

## Historie
Před příchodem křesťanství docházelo v prostoru hory, tyčící se nad Krují, k pohanským rituálům. V raném středověku, mezi 6. a 9. stoletím, se Kruja vyvinula ze středně velké opevněné osady v malé město. Předměty z tohoto období, které byly nalezeny v okolních hrobech, svědčí o vysokém společenském postavení a bohatství pohřbených. V 9. století je doloženo biskupství pod názvem Suffragan a působení biskupa jménem David. V téže době se sem svým vlivem přiblížila Byzantská říše. V závěru 12. století bylo hlavním městem knížectví Arbër, prvního v dějinách Albánie, kterému vládl místní (albánský) vůdce (Progon). Pevnost měla strategický význam, neboť se nachází na dobře bránitelném místě a je z ní výhled do rozsáhlé rovinaté krajiny u pobřeží moře.
V období středověku město dobyl srbský car Štěpán Dušan, když porazil byzantskou armádu. Nacházelo se nějaký čas na okraji jeho panství. Jeho nástupci však nedokázali čelit tureckému vpádu pod vedením sultána Murata I., který pevnost obsadil již v roce 1415. Do nedaleké nížiny potom přesídlil kolonisty z Malé Asie, čímž vznikl základ budoucího Fushë-Krujë.
Krujë je známo jako rodné město albánského národního hrdiny Skanderbega. Pevnost původně patřila jeho otci. Skanderbeg byl Turky původně jmenován jako správce místního regionu, velmi brzy však pochopil, že s Osmany vůbec nemusí spolupracovat a vzbouřil se. Po 35 let byly vedeny o pevnost usilnovné boje a vzbouřenci pod Skanderbegovým vedením zde úspěšně odráželi osmanské Turky (v letech 1443 až 1478). V roce 1450 zde probíhalo několik měsíců trvající dlouhé obléhání (dle dubrovnických záznamů). Benátčané v této době zásobovali obléhající turecké vojsko. Po tureckém neúspěchu požádal Skanderbeg o pomoc papeže, který následně zajistil vojsko od aragonského krále Alfonse I.

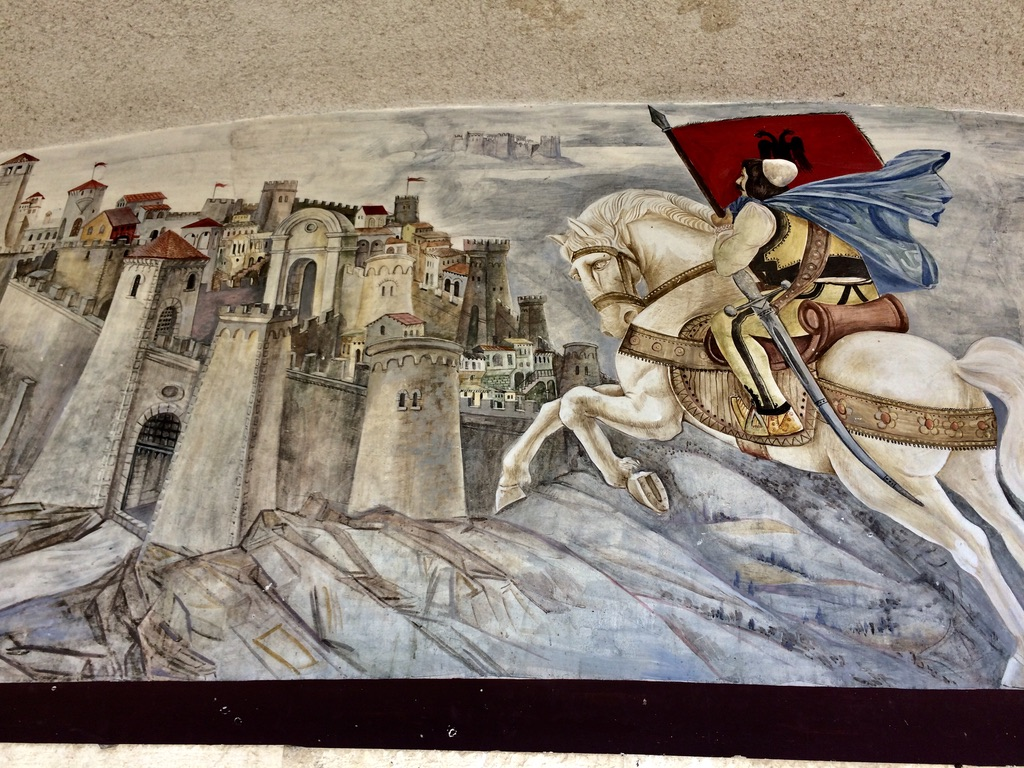
Město a Skanderbeg ve středověku na malbě na zdi jednoho z místních domů.

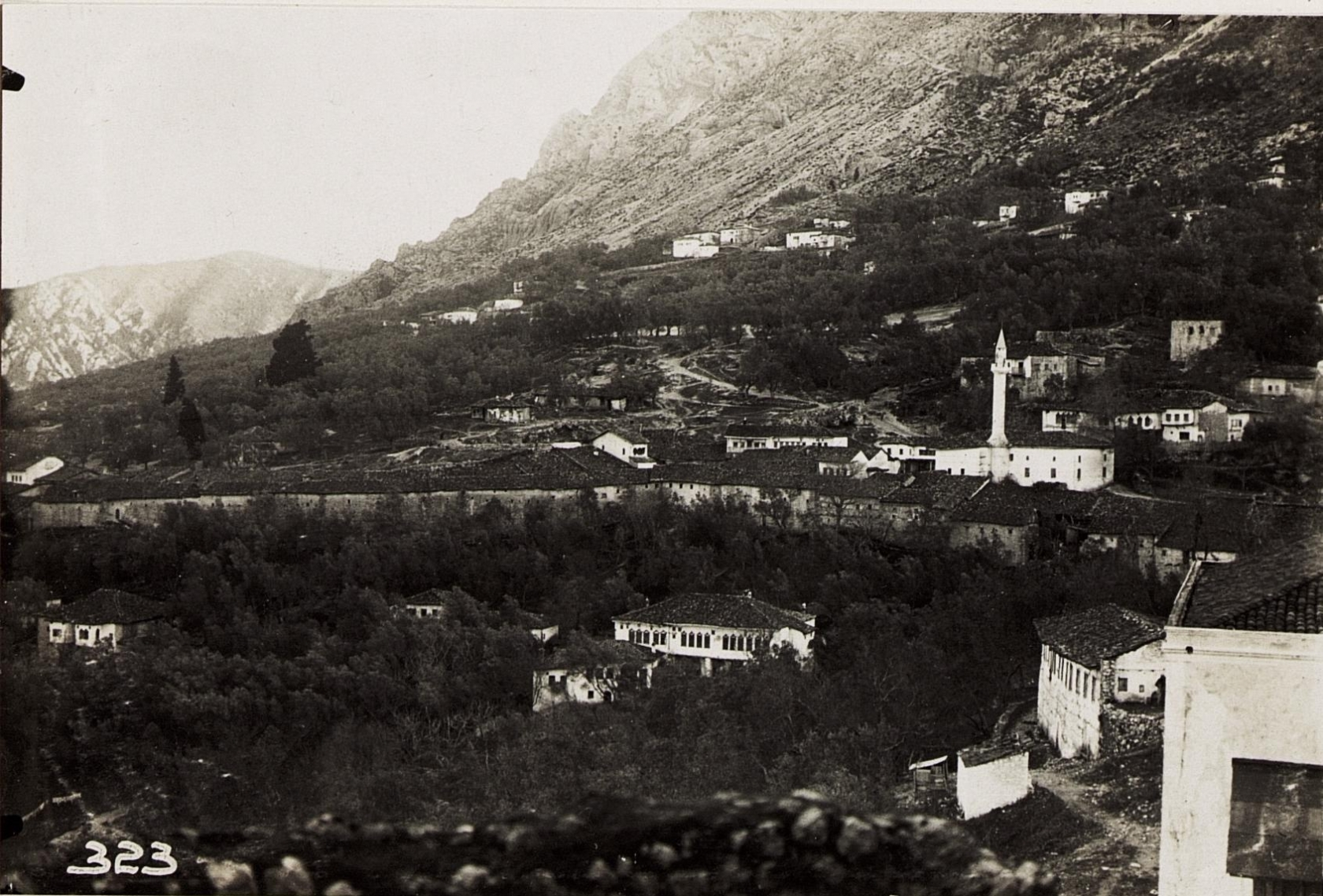
Krujë v roce 1917.

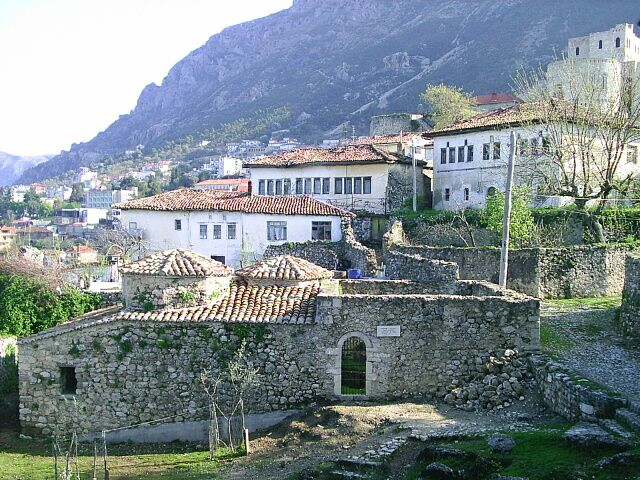
Turecké lázně (hamam).

Roku 1466 povolal sultán do boje 150 000 vojáků. Obléhání bylo opět neúspěšné a trvalo dva měsíce. Hrad byl ubráněn během čtyř obležení před konečnou kapitulací krátce po smrti albánského národního hrdiny Gjergje Kastriotiho (Skanderbega). Ten žádal před dalším tureckým útokem o pomoc Benátskou republiku a další albánské regionální vládce. Pevnost padla po dvouletém obléhání roku 1478.
Ještě v roce 1480 se mělo místní albánské obyvatelstvo proti Turkům vzbouřit. Plán však ztroskotal v samotném počátku, neboť téměř celé 15. století trvající boje vysílily místní obyvatelstvo a přivedly jej na pokraj hladomoru. Město tak zůstalo až do roku 1912 integrální součástí Osmanské říše.
Město spravovala rodina Toptani. V turecké době bylo také centrem bektašiů, kteří využívali historickou pevnost. V 16. století byla postavena místní Bazarová mešita (albánsky Xhamia e pazarit). Turci neměli příliš velký zájem na údržbě pevnosti, která se nacházela hluboko v jejich vnitrozemí a tak stavba postupně chátrala. Vše také poničilo i zemětřesení, které Kruji zasáhlo roku 1617. Do 21. století se dochovala především původní strážní věž.
V 19. století zde vzniklo tekke (tekija). Ta zde vznikala ale postupně během celého období turecké nadvlády. Postaveny byly rovněž i turecké lázně (hamam).
V roce 1907 zde došlo k povstání proti turecké státní správě. Vzbouřenci požadovali zrušení nových daní, které na ně byly uvaleny a snížení těch původních. Proti povstalcům byla ze Skadaru vyslána turecká armáda, která jej následně potlačila. Docházelo i k dalším povstáním, byl např. zabit místní soudce tureckého soudu. V roce 1912 zde došlo k dalšímu povstání proti Turkům, mnozí místní vyrazili rovněž do boje také do nedalekého Kosova. V témže roce ale vyhlásila Albánie nezávislost na Turecku. V roce 1914 město obsadil Essad Toptani, poté mu jej ale vzal Prenk Bib Doda. Později bylo okupováno Ústředními mocnostmi během první světové války.
V předvečer italské invaze do Albánie se v blízkosti Kruji nacházela většina albánského vojska, připravena bránit metropoli Tiranu před případným útokem. Plán počítal se stažením jednotek dále na sever k jugoslávské hranici v případě dalšího italského postupu. Po úspěšné invazi se okupační režim dopouštěl v Kruji represí. Tvrdý byl boj s partyzány a odpůrci okupace. Popraveni byli např. tři lidé, kteří chtěli zapálit dům kolaborativního předsedy vlády.
V roce 1956 byl uskutečněn archeologický průzkum nejstarších částí dnešního města, byla nalezena původní nekropole, na základě níž bylo zjištěno, že nejstarší osídlení zde bylo možná již v 7. století.
Modernizace města byla realizována v po druhé světové válce. První nemocnice byla postavena v roce 1946 a poliklinika v roce 1948, modernizována byla v roce 1979. V letech 1968 až 1969 byla přidána lékařská laboratoř a chirurgické oddělení. Vznikl také moderní hotel, který nese Skanderbegovo jméno.
Na počátku 21. století se město sice otevřelo turistice, probíhá však pomalu jeho obnova. Ta bude také muset zahrnovat restauraci historického charakteru města a vypořádat se s modernistickou výstavbou, která je v přímém rozporu se staletími rozvoje Kruji. V roce 2017 ji navštívilo 305 000 domácích i zahraničních turistů.

## Ekonomika
Krujë je jedním z center turistiky v současné Albánii a ta vytváří značnou část pracovních příležitostí pro místní obyvatelstvo (ubytování, pohostinství apod.). Tradičně zde byl rozvinutý obuvnický průmysl.[zdroj?] V okolí města se také nacházejí olivové háje. Jižně od Kruji potom existují povrchové doly, resp. lomy na vápenec. V nedalekém Fushë-Krujë stojí cementárna. 

## Kultura a kulturní památky

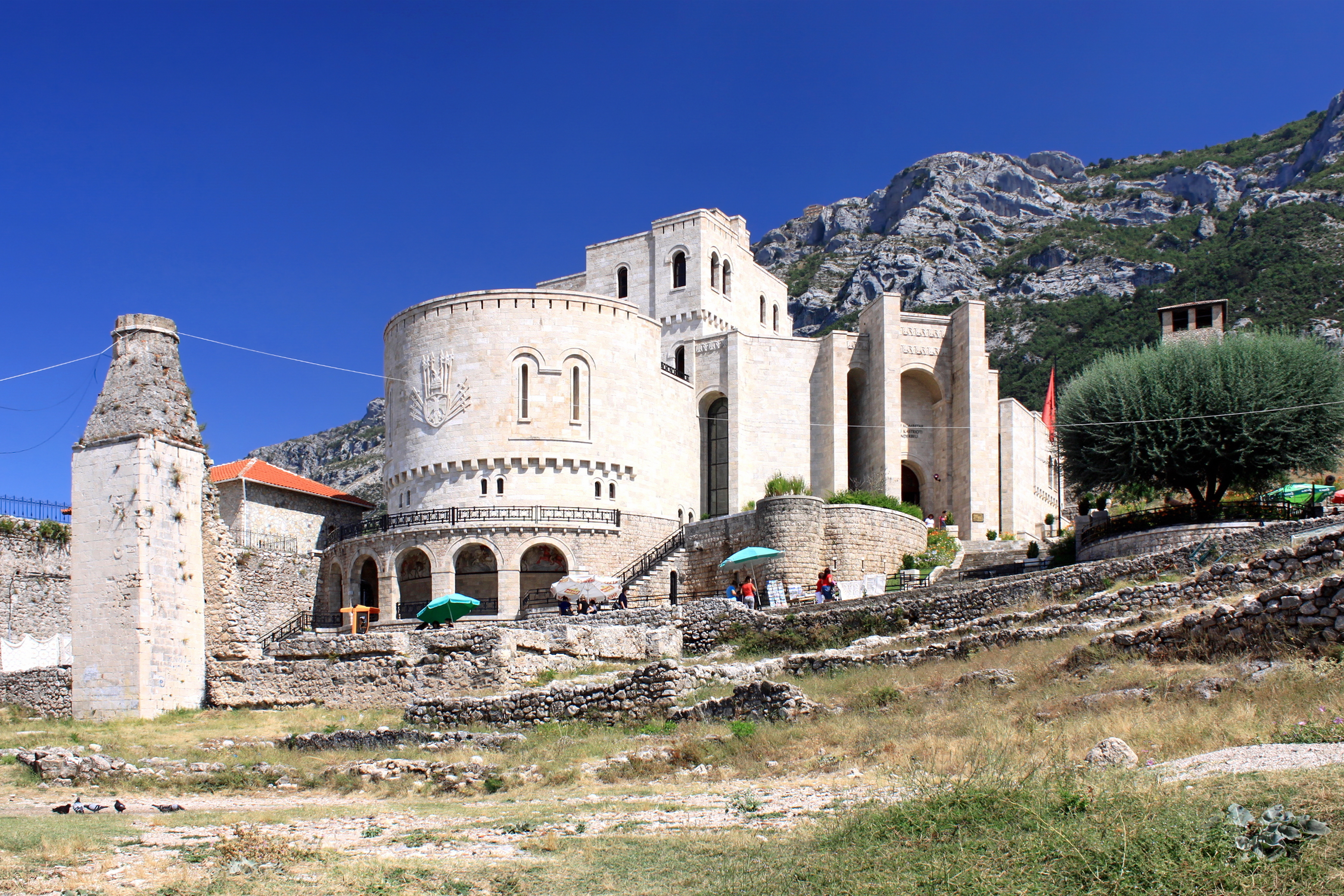
Skanderbegovo muzeum

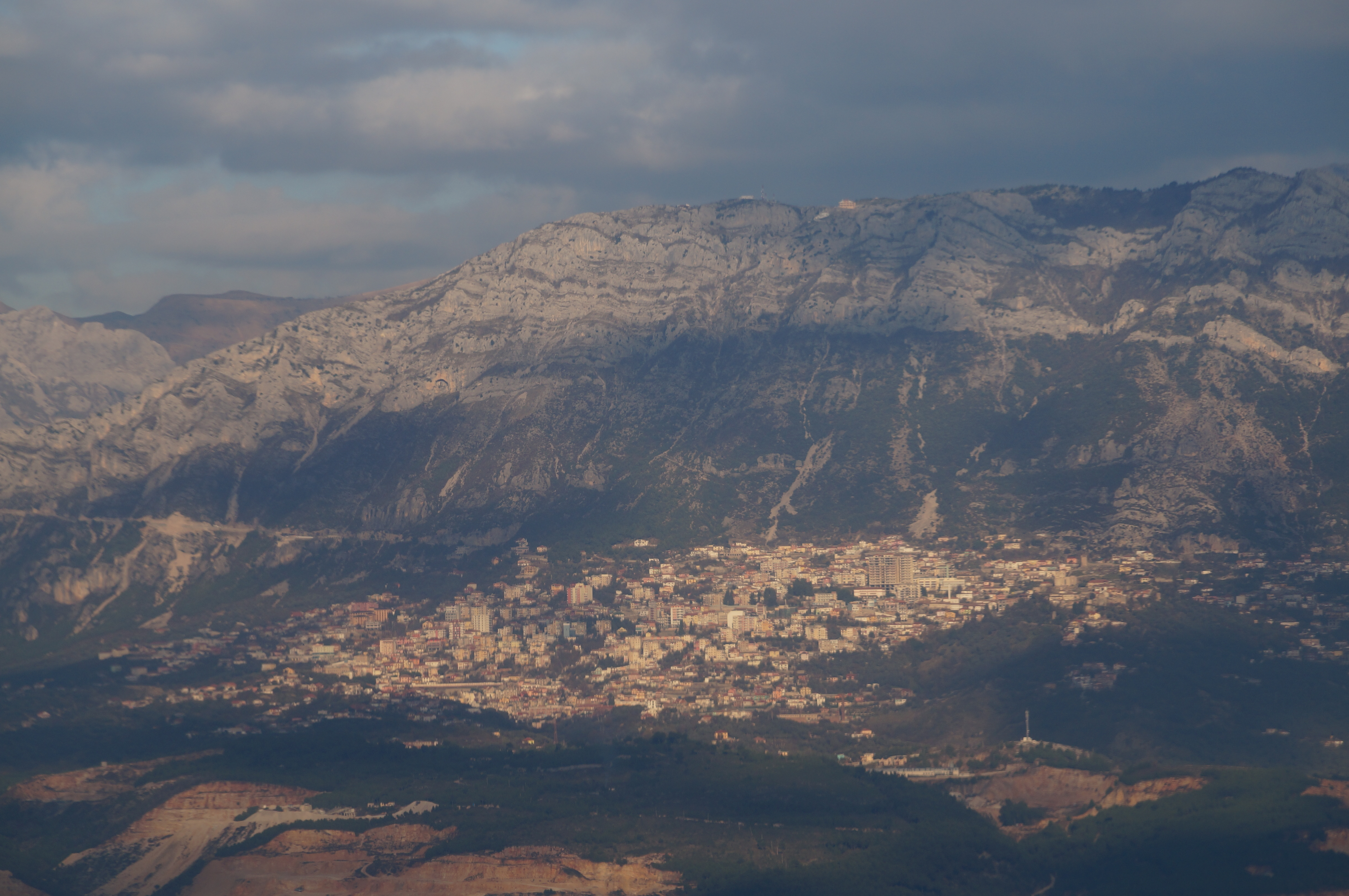
Pohled na město z dálky.

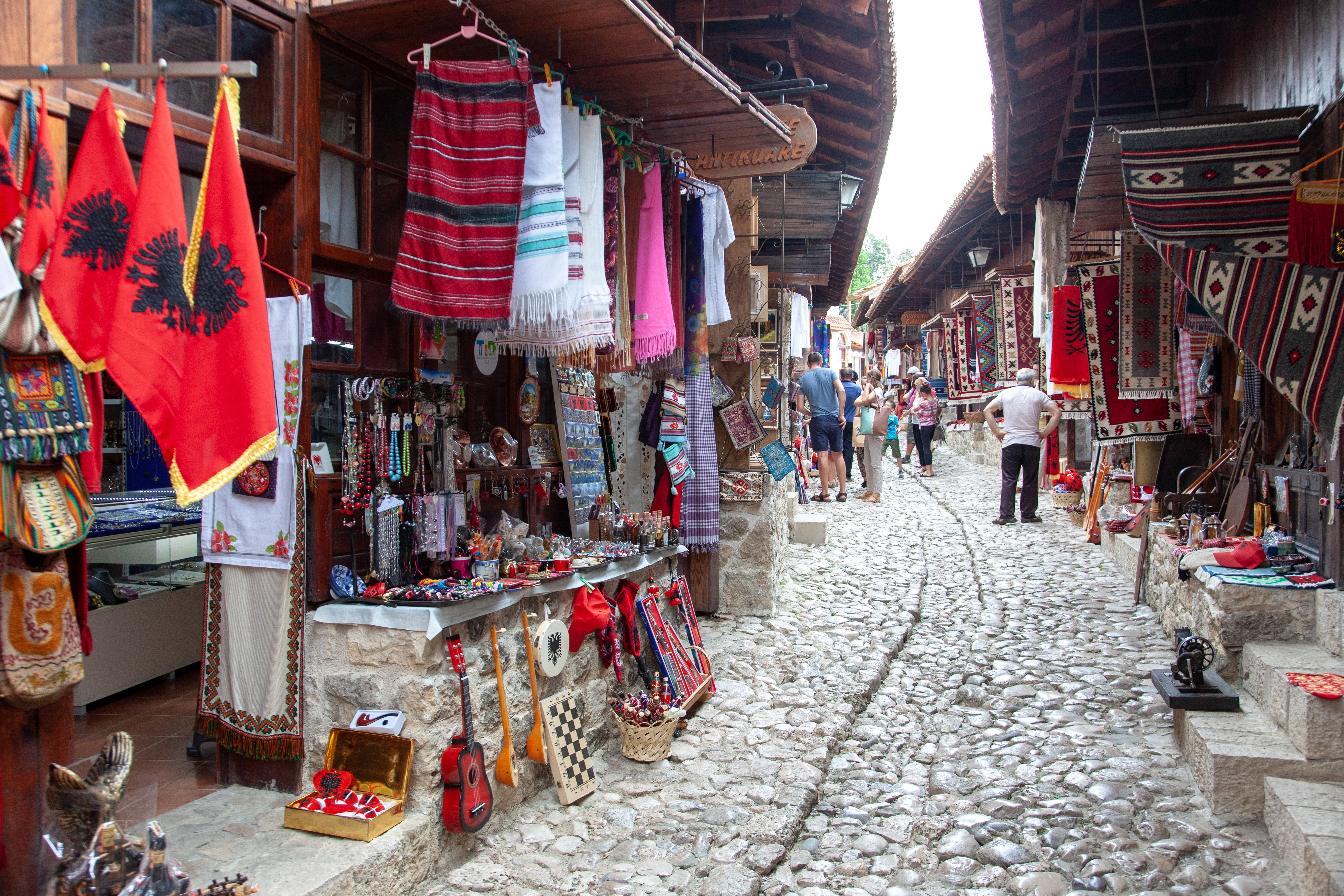
Orientální tržiště.

Hlavní turistické atrakce představují hrad Krujë, resp. pevnost, v níž se nachází Skanderbegovo muzeum (budovu navrhla Pranvera Hoxha, otevřena roku 1982). Pevnost má symbolický význam pro albánský národ. 
Uvnitř se také nachází historický a rekonstruovaný dům z období osmanských Turků (původně sídlo rodiny Toptani), který slouží jako Národní etnografické muzeum). To bylo zřízeno v roce 1989. V roce 2022 bylo rozhodnuto o jeho obnově finanční pomocí z EU.
Navštěvován je rovněž starý obnovený orientální bazar s původní ulicí. Domy pochází povětšinou z 19. století. Tradičně se na místním trhu vyrábí typické albánské čepice keče.
Osmanský most, který nese jméno po Abdylovi Agësovi je původem z 18. století a nachází se jižně od města.
Národní park Qafë-Shtama leží severně od Kruji.

## Sport
Místní fotbalový tým nese název KS Kastrioti a založen byl v roce 1926. Na krátkou dobu byl v roce 1951 přejmenován na Puna Kruje (Práce). Hraje na stadionu Kastrioti, který se nachází v západní části města, a má kapacitu 8500 osob. Od sezóny 2017/2018 hraje v druhé albánské fotbalové lize.

## Partnerská města
- Cortona

## Známí rodáci
- Skanderbeg
- Mimoza Ahmeti (* 1963), spisovatelka
- Luljeta Lleshanaku (* 1968), básnířka
- Gentian Selmani (* 1998), fotbalista
- Mustafa Kruja (1887-1958), politik
- Abaz Kupi (1892-1976), politik
- Sulejman Zalla (1892-1966), učitel a aktivista albánského obrození
- Gentian Selmani (narozený 1998), fotbalista